# Phalaenopsis cornu-cervi
Phalaenopsis cornu-cervi (Breda) Blume & Rchb.f., 1860 è una pianta della famiglia delle Orchidacee.

## Descrizione
È un'orchidea di piccola taglia, epifita o litofita, caratterizzata da un beve fusto avvolto da foglie embricate alla base, carnose, oblungo-lanceolate, ad apice ottuso. La fioritura può avvenire in qualsiasi momento dell'anno, ma è più frequente dalla primavera all'autunno ed è costituita da un'infiorescenza racemosa o paniculata che si diparte lateralmente, lunga fino a oltre 40 cm, coperta da brattee florali disposte su due file e porta da 7 a 12 fiori. Questi sono profumati, grandi da 3 a 5 cm, carnosi e di lunga durata, di colore giallo verdastro con screziature viola scuro e col labello spesso bianco.

## Distribuzione e habitat
La specie è diffusa in Bangladesh, Myanmar, Thailandia, Laos, Vietnam,  Malaysia, Giava, Borneo, Sumatra e isole Filippine.
Cresce sia epifita sulla foresta pluviale in pianura, spesso lungo i corsi d'acqua, sia litofita su rocce soggette al fenomeno della rugiada fino ad alte quote (2000 metri sul livello del mare).

## Sinonimi
Polychilos cornu-cervi Breda, 1828

Polystylus cornu-cervi (Breda) Hasselt ex Hassk.,1855

Polystylus cornu-cervi var. picta Hassk., 1856

Phalaenopsis de-vriesiana Rchb.f., 1860

Phalaenopsis pantherina Rchb.f., 1864

Phalaenopsis cornu-cervi var. picta (Hassk.) H.R.Sweet, 1969

Phalaenopsis lamelligera H.R.Sweet, 1969

Polychilos lamelligera (H.R.Sweet) Shim, 1982

Polychilos pantherina (Rchb.f.) Shim, 1982

Phalaenopsis thalebanii Seidenf., 1988

Phalaenopsis cornu-cervi var. flava Braem ex Holle-De Raeve, 1990

Phalaenopsis borneensis Garay, 1995

Phalaenopsis cornu-cervi f. flava (Braem ex Holle-De Raeve) Christenson, 2001

Phalaenopsis cornu-cervi f. sanguinea Christenson, 2001

Phalaenopsis cornu-cervi f. thalebanii (Seidenf.) Christenson, 2001

Phalaenopsis cornu-cervi f. chattaladae D.L.Grove, 2006

Phalaenopsis cornu-cervi f. borneensis (Garay) O.Gruss & M.Wolff, 2007

Phalaenopsis cornu-cervi var. pantherina (Rchb.f.) O.Gruss & M.Wolff, 2007

Phalaenopsis cornu-cervi f. picta (Hassk.) O.Gruss & M.Wolff, 2007

## Coltivazione
Questa pianta richiede può essere coltivata in vaso con pezzi di corteccia d'albero grossolani in semi-ombra o anche ombra totale, alta umidità e temperatura nella stagione della fioritura e riduzione dell'irrigazione nel periodo di riposo, quando richiede temperatura più fresca.